# Арасланбек Баккин
Арасланбек Баккин, Араслан-Бек, Урасланбек Баккин (? — 1664) — татарский феодал Сибирской даруги из башкирского сословия. Один из предводителей Башкирского восстания в 1662—1664 гг.

## Биография
Становится известен из Памяти Посольского приказа (10 февраля 1662 года), посланной в приказ Казанского дворца о посылке уфимскому воеводе Ф. Сомову грамоты для сыска башкир, ограбивших посла Ирки-муллу. В документе речь шла о послах хошоутского тайши Аблая, в сохранении хороших отношений с которым московское правительство было крайне заинтересовано: «…А тот де ево Ирки-муллы и людей ево живот грабили в Уфинском уезде башкирцы, ясачные люди Араслан-бек с товарыщи… И великий государь царь… Алексей Михайлович… колмытцкого Облая-тайги посла Ирки-муллу пожаловал, велел против челобитья ево послать на Уфу свою великого государя грамоту к стольнику и воеводе к Федору Сомову… у Араслан-бека с товарищи сыскать подлинно всякими сыски накрепко, и у Арасланка с товарыщи того грабежного живота обыскать, а что сыщут, и то о[т]дать с роспискою тому, ково для того на Уфу Ирки-мулла пришлет, а вором, которые тот живот грабили, учинить наказанье».
Впоследствии Араслан-Бек принимал участие в одном из многочисленных башкирских восстаний. Летом 1662 года в башкиры под руководством Сары Мергена, Арасланбека Баккина и других предводителей атаковали Катайский острог, Далматов и Невьянский монастыри, Арамильскую, Ирбитскую, Белослудскую, Мурзинскую и другие слободы, заняли некоторые из них.
В марте 1663 года под его руководством велись переговоры с тобольским воеводой И. А. Хилковым, окончившиеся безрезультатно.
Весной башкиры Сибирской даруги под предводительством Арслан-бека и других возобновили восстание.
С марта по май 1664 года, во время карательной экспедиции под командованием полковника Д. Полуэктова громила башкирские аулы, расправлялась с повстанцами Сибирской дороги, в том числе карателями была разгромлена деревня Арасланбека Баккина около озера Чарги, в верховьях реки Миасс был убит сам Арасланбек и члены его семьи.